# Stereopsis (nấm)
Stereopsis là một chi nấm thuộc họ Meruliaceae.

## Các loài
- Stereopsis burtiana
- Stereopsis cartilaginea
- Stereopsis crassipileata
- Stereopsis gracilistipitata
- Stereopsis hiscens
- Stereopsis globosa[2]
- Stereopsis humphreyi
- Stereopsis malaiensis
- Stereopsis mussooriensis
- Stereopsis nigripes
- Stereopsis pseudocupulata
- Stereopsis radicans
- Stereopsis raphiae
- Stereopsis reidii
- Stereopsis sparassoides
- Stereopsis straminea
- Stereopsis vitellina